# Geneva (Ohio)
Geneva és una ciutat dels Estats Units a l'estat d'Ohio. Segons el cens del 2000 tenia 6.595 habitants, el 2010 eren 6.215. Segons el cens del 2000, 2.515 habitatges, i 1.607 famílies. La densitat de població era de 636,6 habitants/km².